# Bundesstraße 472
Die Bundesstraße 472 (Abkürzung: B 472) ist eine deutsche Bundesstraße in Bayern. Sie führt von Marktoberdorf am Nordrand der bayerischen Alpen über Schongau, Peiting, Peißenberg, Bad Tölz und Miesbach entlang bis nach Irschenberg. Sie stellt zusammen mit der B 12 und der A 8 eine Alternativstrecke vom Bodensee nach Salzburg dar.
In den letzten Jahrzehnten wurde die Leistungsfähigkeit der Bundesstraße durch einen teils dreistreifigen Ausbau, teils durch Bau von Ortsumfahrungen gesteigert. Bis 1980 war der Bau einer Voralpenautobahn geplant. Diese Planungen sind inzwischen verworfen worden.

## Verlauf
Die Bundesstraße 472 verläuft in Bayern und beginnt im Landkreis Ostallgäu (Regierungsbezirk Schwaben) an der B 12 (Kempten–München) Ausfahrt Marktoberdorf-West. Sie führt in östlicher Richtung zunächst durch das Stadtgebiet von Marktoberdorf und trifft dort auf die B 16 (Kaufbeuren–Füssen), mit der sie ca. einen Kilometer zusammen verläuft.
Nach Verlassen von Marktoberdorf verläuft die B 472 in östlicher Richtung, teils durch Weiler, teils auf bereits ausgebauten Teilstücken und Ortsumgehungen. Bei Krottenhill ist die B 472 dreistreifig ausgebaut. Hier erreicht sie den Landkreis Weilheim-Schongau im Regierungsbezirk Oberbayern.
Im weiteren Verlauf erreicht die B 472 die Ortsumgehung Schongau/Peiting. Hier trifft sie auf die B 17 (Richtung Augsburg), mit der sie weiter Richtung Süden verläuft. Nach der Überquerung der Lechtalbrücke Schongau verlässt die B 17 die Ortsumgehung Schongau/Peiting Richtung Füssen. Die B 472 verläuft in östlicher Richtung weiter, wo an der Ausfahrt Peiting-Süd die B 23 (Richtung Garmisch-Partenkirchen) einmündet.
Im weiteren Verlauf erreicht die Strecke Hohenpeißenberg. Nun geht die Straße hinunter (3-steifiger Ausbau) nach Peißenberg und erreicht die dortige Umgehungsstraße. Nach Durchquerung des Guggenbergtunnels verlässt die B 472 den Streckenverlauf (diese führt als Staatsstraße 2058 weiter Richtung Weilheim) Richtung Osten. Der nächste Ort ist Oberhausen gefolgt von Huglfing. Nun trifft die Strecke auf die B 2 (Richtung Starnberg), mit der sie zusammen rund 3,5 Kilometer gemeinsam Richtung Süden verläuft. Westlich von Obersöchering zweigt die B 472 Richtung Osten ab (die B 2 verläuft weiter Richtung Murnau) und erreicht nach einigen Ortsumgehungen die A 95 (München–Garmisch-Partenkirchen) AS Sindelsdorf (9).
An Sindelsdorf vorbei überquert die Strecke die Loisach und erreicht damit den Landkreis Bad Tölz-Wolfratshausen. Im weiteren Verlauf kurz vor der Umfahrung Bichl erreicht die B 472 die B 11 (Richtung Kochel am See), mit der die sie ca. drei Kilometer Richtung Osten verläuft. Bei Untersteinbach zweigt die B 11 Richtung Königsdorf ab. Es folgt die Ortsdurchfahrt Bad Heilbrunn. Nun erreicht die B 472 Bad Tölz, in der sie auf die B 13 (Holzkirchen–Sylvensteinspeicher) trifft. Nach einigen Ortsumfahrungen erreicht die Strecke vor Waakirchen den Landkreis Miesbach. Nach Durchfahrung des Ortes trifft die B 472 an einer Kreuzung bei Moosrain mehrere Bundesstraßen:
- Richtung Norden: B 318 (Richtung Holzkirchen)
- Richtung Süden:
  - B 307 (Richtung Vorderriß)
  - B 318 (Richtung Rottach-Egern)

Die B 472 verläuft zusammen mit der B 307 vorbei am Durnbach War Cemetery und weiter nach Osten Richtung Miesbach. Direkt am südlichen Ortseingang zweigt die B 307 Richtung Bayrischzell ab. Die B 472 verläuft in nördlicher Richtung durch Miesbach. Am nördlichen Ortsausgang zweigt die B 472 nach Nordosten ab. Nach ca. sieben Kilometern erreicht sie ihren Endpunkt an der A 8 AS Irschenberg (99).

## Geschichte

### Frühere Strecken und Bezeichnungen
Am 1. Januar 1962 wurde die bayerische Staatsstraße 2010 zur Bundesstraße 472 umgewidmet. Schon früher bestanden aber Teilstrecken. So wurde 1889 die neuerbaute Landstraße zwischen Peißenberg und Schongau für den Verkehr freigegeben, die am Südrand des Hohen Peißenbergs vorbeiführte.
Bis 1934 wurde die Straße als bayerische Staatsstraße Nr. 138 (Tölz – Schongau – Oberdorf) bezeichnet, weil die Straßennummer sich nach dem Anfangsbuchstaben des Anfangsortes (T) richtete.

### Ersetzungen

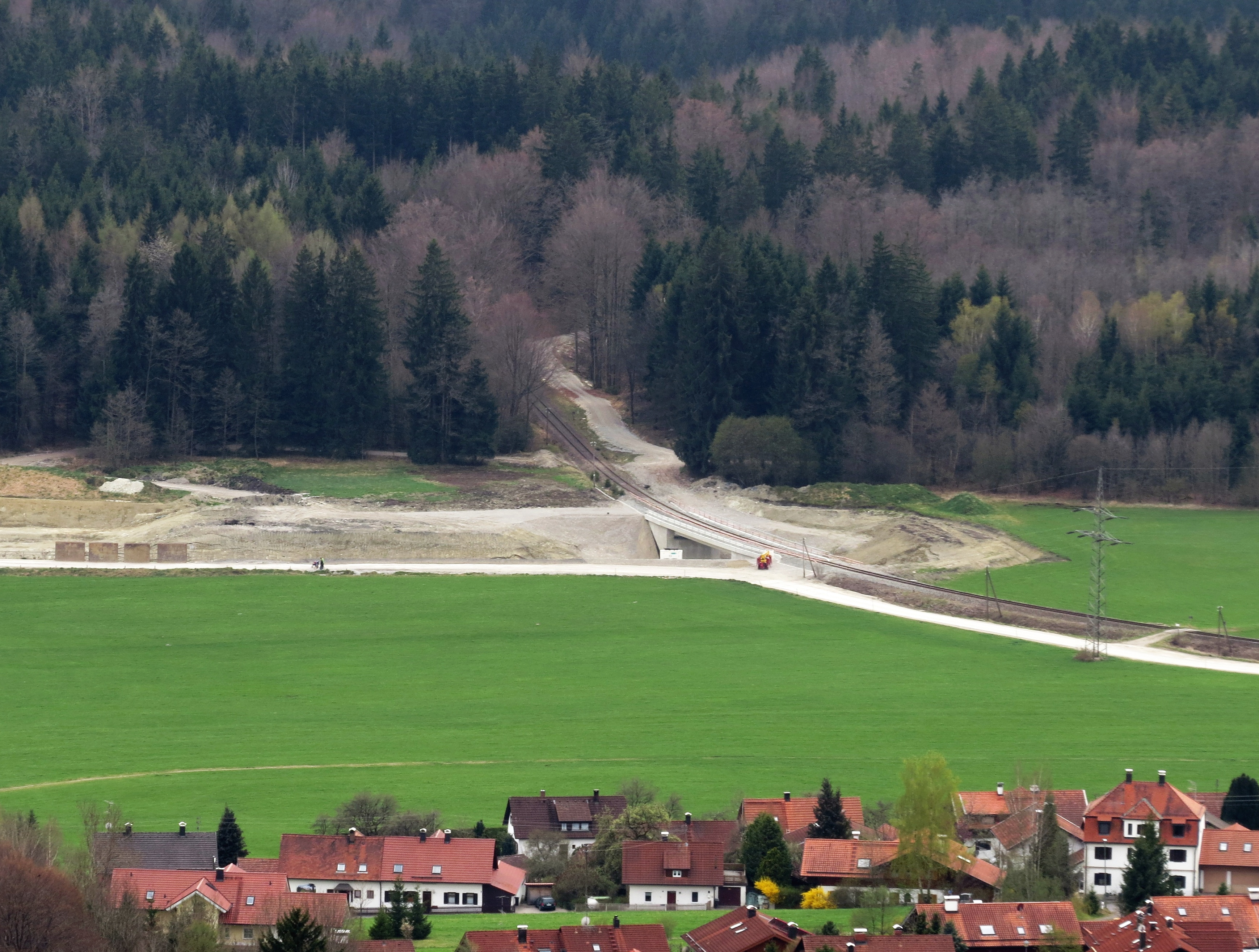
Ortsumfahrung Hohenpeißenberg im Bauzustand April 2014

Bis in die 1970er Jahre verlief die B 472 an ihrem westlichen Ende weiter über Geisenried, Unterthingau, Wildpoldsried und Betzigau bis nach Kempten. Im Zuge des Neubaus der B 12 zwischen Kempten und Buchloe wurde die B 472 bis Marktoberdorf-West verkürzt.
Bis 1980 wurde eine Voralpenautobahn (A 98) geplant. Diese Planungen wurden aber aufgrund der enormen Kosten, des nicht ausreichend nachweisbaren Bedarfes und fehlender Akzeptanz aufgegeben. Als Alternative wurden und werden die bestehenden B 12 und B 472 hin zu einer leistungsfähigen West-Ost-Achse ausgebaut.
Viele Streckenabschnitte wurden bereits ausgebaut (Straße verbreitert, Kurvenradien erhöht, Steigungen abgeflacht und Überholmöglichkeiten geschaffen). Zahlreiche Städte und Gemeinden entlang der Strecke wurden hierbei durch den Bau von Ortsumgehungen vom Durchgangsverkehr entlastet.
In den 1980er und 1990er Jahren wurden die Ortsumgehungen Bad Tölz, Bichl und Obersöchering gebaut. 1997 folgte die Ortsumgehung Schongau/Peiting, 2008 die Ortsumgehung Peißenberg.
Von Juli 2009 bis 18. Dezember 2017 wurde die 1,4 km lange Ortsumfahrung Hohenpeißenberg gebaut und anschließend im Sommer 2018 nochmals für drei Wochen aufgrund von abschließenden Asphaltierungsarbeiten gesperrt. Die ursprünglich für 2012 geplante Eröffnung hatte sich wegen Probleme mit dem Erdreich auf der Trasse um fünf Jahre verzögert. Seit Mai 2019 ist wegen eines Hangrutsches ein Teil einer Überholspur gesperrt, mit Stand November 2019 ist die Stabilisierung des Hanges an dieser Stelle noch nicht abzusehen.

### Weiterer Ausbau

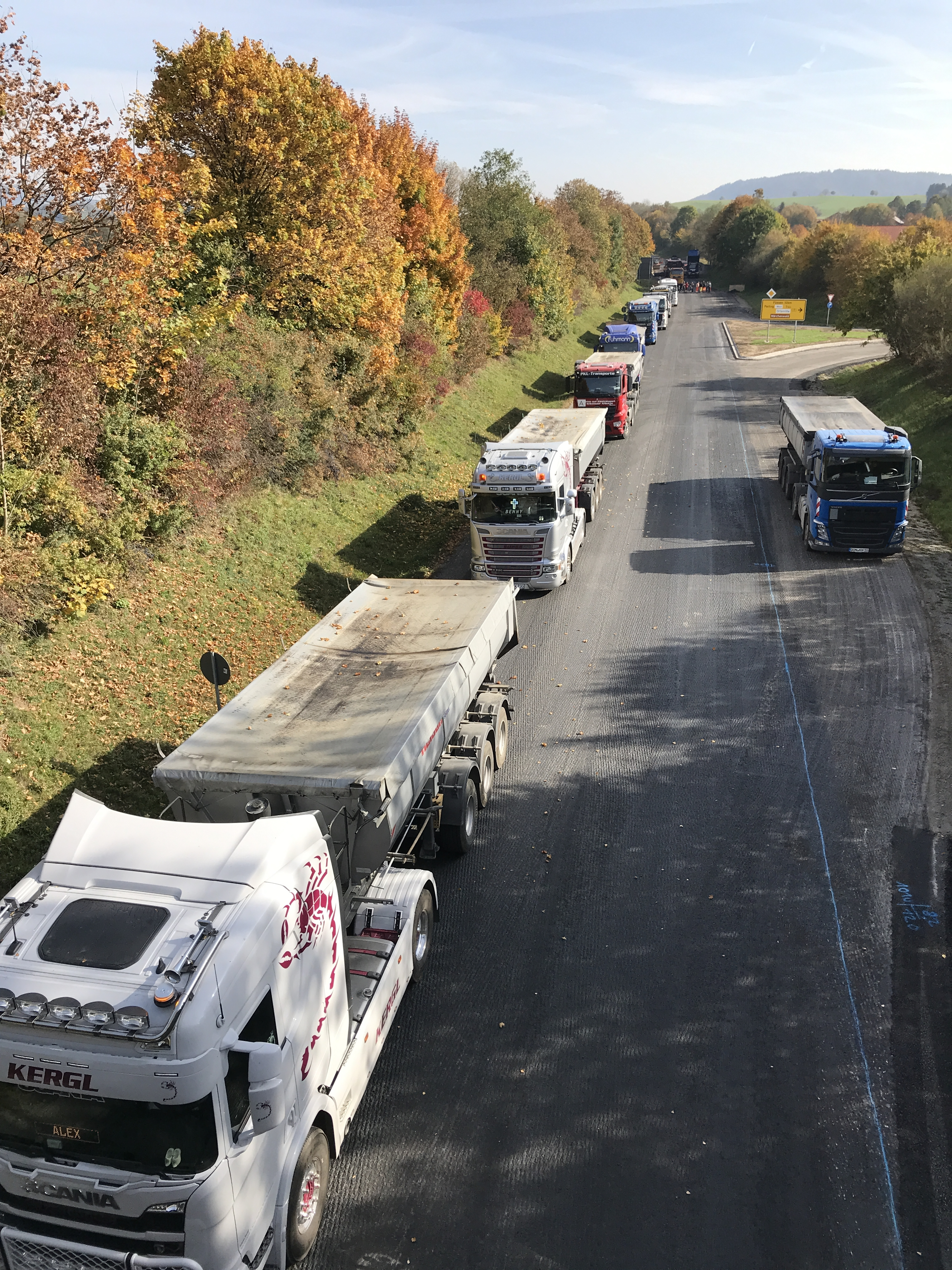
Straße südlich Peiting während Erneuerung der Straßendecke im Oktober 2018

Derzeit geplante oder in Bau befindliche Strecken sind (von West nach Ost):
- Ortsumfahrungen Marktoberdorf und Bertoldshofen einschließlich eines 599 m langen Tunnels[7] nordöstlich von Bertoldshofen. Die B 472 wird dann von Osten kommend nördlich von Bertoldshofen an einem Kreisverkehr enden; das nordwestliche Teilstück der Umfahrung und die anschließende Bestandsstrecke bis Marktoberdorf werden dann Teile der Bundesstraße 16 im Zuge der Ortsumfahrung Marktoberdorf. Die Fertigstellung des Tunnels erfolgte im November 2022; die endgültige Eröffnung und Verkehrsfreigabe ist vor dem Jahreswechsel vorgesehen. Die Baukosten für den Tunnel lagen bei 74 Millionen Euro, bei einer Bauzeit von rund 4 Jahren.[8][9]
- Ausbau zwischen Bertoldshofen und Ingenried (Stand August 2018: Ein Abschnitt im Bau, für zwei weitere Baubeginn 2019 vorgesehen[veraltet])[10]
- Errichtung von Überholstreifen südwestlich von Schongau als angedachte, aber mittelfristig nicht realisierbare Maßnahme[11]
- Ortsumfahrung Huglfing (als „weiterer Bedarf“ im Bundesverkehrswegeplan 2030)[12]
- Ortsumfahrung Bad Heilbrunn (als „weiterer Bedarf“ im Bundesverkehrswegeplan 2030)[13]
- Ortsumfahrung Bad Tölz-Nord (Stand November 2021: Planfeststellungsverfahren abgeschlossen, Ausführungsplanung in Bearbeitung)[14]
- Ortsumfahrung Waakirchen: als „vordringlicher Bedarf“ im Bundesverkehrswegeplan 2030 enthalten,[15] jedoch wurde die dort mit einem Kostenaufwand von 7,76 Millionen Euro bezifferte „einfache Ortsumfahrung“ im Dezember 2019 vom Gemeinderat abgelehnt und stattdessen eine seinerzeit mit 83,5 Millionen Euro geschätzte Südumgehung in Tieflage gefordert.[16] Alternativ wurde ein 120 Millionen Euro teurer Ortstunnel als wünschenswert genannt.[17] Im Februar 2022 lehnte der Gemeinderat wegen der Aussichtslosigkeit der teureren Lösungen eine aktuelle Südumfahrung des Ortes komplett ab und befürwortete stattdessen Verbesserungen für die bestehende Durchgangsstraße, ohne eine Umfahrungslösung langfristig auszuschließen.[18]

## Tourismus

### Sehenswürdigkeiten
Die Bundesstraße 472 führt durch den Pfaffenwinkel. Daher sind an der Strecke zahlreiche Kirchen, Klöster und Schlösser zu besichtigen. Dazu zählen u. a. das Fürstbischöfliche Schloss Marktoberdorf, die barocke Pfarrkirche St. Georg in Ingenried, die romanische Basilika in Altenstadt oder die Wallfahrtskirche Mariä Himmelfahrt (Hohenpeißenberg). Dazu gibt es noch einige Museen, z. B. das Bergwerkmuseum in Peißenberg. Weiterhin sind die Lechtalbrücke Schongau, das Meteorologische Observatorium Hohenpeißenberg oder das prachtvolle Ensemble der Marktstraße von Bad Tölz sehenswert.

### Aussichtspunkte
Vom Hohen Peißenberg hat man einen weiten Ausblick auf die Umgebung.

### Landschaftlich reizvolle Strecken
Die gesamte Strecke ist landschaftlich reizvoll. Die B 472 führt am Nordrand entlang der Bayerischen Alpen (Allgäuer Alpen, Ammergauer Alpen und Bayerische Voralpen) durch das Alpenvorland, das durch ebene, teils durch hügelige Wiesenlandschaften und Waldgebieten geprägt ist.